# Jardín Wakunaga, Sociedad Farmacéutica Wakunaga
El Jardín Wakunaga, Sociedad Farmacéutica Wakunaga, en japonés: ワクナガガーデン、ワクナガ薬学協会 Wakunaga-shi Shokubutsu Kōen, es un jardín botánico de 137 000 m² de extensión que se encuentra en Shimokotachi 1624, Akitakata-shi, Hiroshima-ken, Japón.

## Localización
El Jardín Botánico de Hiroshima se encuentra situado en la parte occidental de la isla de Honshu, frente al mar Interior de Seto.
Se puede llegar mediante el autobús de línea que va a Akitakata-shi saliendo de la central de autobuses de Hiroshima y se tarda unos 50 minutos.
Shimokotachi 1624, Akitakata-shi, Hiroshima-ken 739-1105 Honshū-jima Japón.
Planos y vistas satelitales.34°43′19.53″N 132°44′43.9″E / 34.7220917, 132.745528
Altitud : 300 metros.
 
Temperatura media anual : 13,6 °C en 2006, 13,3 °C en 2005 y 14,1 °C en 2004.

Media anual de precipitaciones : 2 038 mm en 2006, 1 382 mm en 2005, 1 720 mm en 2004.

El jardín es visitable por el público previa solicitud de visita a la empresa. El jardín está abierto de martes a domingo de 10h a 17h, de abril a finales de noviembre. (cerrado en julio y agosto).

## Historia
Este jardín fue imaginado por el fundador de la compañía farmacéutica Wakunaga y fue construido enteramente por los empleados de la compañía. Desde la construcción hasta la siembra, tomó cerca de 10 años, y toda la construcción durante ese tiempo fue llevada a cabo por los propios empleados. Es literalmente un jardín hecho a mano.
También es conocido como Mitsunaga Tominaga Memorial Garden por ser un jardín concebido y diseñado por el fundador y presidente de la compañía, el Sr. Tsutomu Yasunaga (Wakunaga Manzi, quien murió en agosto de 1992, 82 años), quien hizo un uso efectivo del rancho de Koda-cho, Akitakada-shi Koda-cho, propiedad de Toinaga Pharmaceutical Co.
Además de ofrecer la materia prima para el trabajo de investigación farmacéutica, el jardín es un lugar de descanso para todos los empleados de la empresa.
Algunas áreas del jardín se utilizan como suministro de material vegetal vivo para la investigación en biotecnología, cultivo y mejora de ciertas especies de plantas medicinales para las necesidades de la empresa farmacéutica.
El jardín fue abierto al público en general en 1993.
Las actividades públicas gratuitas de este jardín tienen un gran reconocimiento, y en respuesta a los esfuerzos por la ecologización regional de la Oficina de Hiroshima, en 1997 recibió el premio del “Concurso de Desarrollo de Flower Town” reconocido como uno de los mejores por el Ministerio de Agricultura, Silvicultura y Pesca. Al año siguiente, en 1998, ganó el premio más alto en el "Premio al Logro del Movimiento Ecologista".

## Colecciones vegetales
Plantas medicinales de Japón (farmacopea tradicional, plantas utilizadas para la fabricación de remedios populares) y del extranjero.
Rosaleda con 432 especies diferentes de rosas de todo el mundo.
Además hay dos jardines paisajistas de paseo. El terreno del primer jardín de paseo es plano y propone descubrir 200 especies de árboles y macizos de flores; El segundo jardín es en forma de cono e inclinado con una sucesión de cascadas que conducen a una gran masa de agua. Pueden ser admiradas las floraciones de las glicinas, el iris en primavera y el color de los arces en otoño.